# William T. Orr
William T. Orr (27 de septiembre de 1917-25 de diciembre de 2002) fue un productor televisivo y actor estadounidense, conocido por su intervención en series televisivas de género western y detectivesco de las décadas de 1950 a 1970. 

## Biografía
Nacido en la ciudad de Nueva York, Orr empezó su carrera como actor, trabajando en títulos como The Mortal Storm (La hora fatal), The Gay Sisters, y The Big Street. 
Como directivo de Warner Brothers Television, Orr forjó una fructífera alianza con la ABC, dando como resultado diversos programas de gran éxito, tales como Maverick, 77 Sunset Strip, y F Troop. En el momento culminante de dicha relación a principios de la década de 1960, Orr tenía nueve programas simultáneamente en horarios de máxima audiencia.
De todos ellos, sin embargo, ninguno fue más significativo que uno de los primeros, Cheyenne. Fue una serie revolucionaria que, además de ser la primera de género western de una hora de duración, fue la primera producción de cualquier género rodada por un estudio de Hollywood y destinada exclusivamente a la televisión.
Un director del The Paley Center for Media, antiguo Museo de la Televisión y la Radio, resumió en una ocasión la importancia de Orr para Warner Brothers diciendo:  "La televisión comenzó como un hijastro. Pero gracias a Orr se igualó con el cine en la consecución de ingresos y puestos de trabajo para el estudio." Una de las reformas clave que efectuó fue trasladar al departamento televisivo de la Warner desde sus incómodas dependencias en la ciudad de Nueva York a los estudios de Los Ángeles, manteniendo su independencia con relación a la división cinematográfica.
Su impacto en el género western fue reconocido recompensándole con un Premio Golden Boot tras el anuncio de su fallecimiento.
A pesar del positivo reconocimiento de su trabajo a título póstumo, Orr fue criticado en los momentos álgidos de su carrera. Time calificaba a Orr y Jack Warner como co-artífices de contratos injustos a finales de los años cincuenta, con disputas de orden económico con estrellas televisivas de Warner Brothers, como en el caso de los actores Clint Walker, James Garner, y Edd Byrnes.
En 1963 Jack Webb reemplazó a Orr como productor ejecutivo de la serie de detectives de la ABC 77 Sunset Strip. Webb cambió completamente el formato y únicamente mantuvo a Efrem Zimbalist, Jr. en el papel de Stuart Bailey. El resultado fue un desastre, y el programa se canceló aún antes de que finalizara la sexta temporada.
Orr se casó con la hijastra de Jack Warner, Joy Page, en 1945. La pareja se divorció en 1970 y tuvo un hijo, Gregory Orr, guionista y productor. William T. Orr falleció en 2002 en Los Ángeles, California, por causas naturales. Fue enterrado en el Cementerio Forest Lawn Memorial Park de Hollywood Hills, California.